# Campeonato Europeu de Patinação Artística no Gelo de 1980
O Campeonato Europeu de Patinação Artística no Gelo de 1980 foi a septuagésima segunda edição do Campeonato Europeu de Patinação Artística no Gelo, um evento anual de patinação artística no gelo organizado pela União Internacional de Patinação (em inglês:  International Skating Union) onde os patinadores artísticos competem pelo título de campeão europeu. A competição foi disputada entre os dias 22 de janeiro e 27 de janeiro, na cidade de Gotemburgo, Suécia.

## Eventos
- Individual masculino
- Individual feminino
- Duplas
- Dança no gelo

## Medalhistas
| Evento                        | Ouro                                                    | Prata                                                 | Bronze                                                 |
| Individual masculino detalhes | Robin Cousins · Reino Unido                             | Jan Hoffmann · Alemanha Oriental                      | Vladimir Kovalev · União Soviética                     |
| Individual feminino detalhes  | Anett Pötzsch · Alemanha Oriental                       | Dagmar Lurz · Alemanha Ocidental                      | Susanna Driano · Itália                                |
| Duplas detalhes               | Irina Rodnina · Alexander Zaitsev · União Soviética     | Marina Cherkasova · Sergei Shakhrai · União Soviética | Marina Pestova · Stanislav Leonovich · União Soviética |
| Dança no gelo detalhes        | Natalia Linichuk · Gennadi Karponosov · União Soviética | Krisztina Regőczy · András Sallay · Hungria           | Irina Moiseeva · Andrei Minenkov · União Soviética     |

## Resultados

### Individual masculino
| Pos.              | Nome                     | Nacionalidade      |
| ----------------- | ------------------------ | ------------------ |
| Medalha de ouro   | Robin Cousins            | Reino Unido        |
| Medalha de prata  | Jan Hoffmann             | Alemanha Oriental  |
| Medalha de bronze | Vladimir Kovalev         | União Soviética    |
| 4                 | Igor Bobrin              | União Soviética    |
| 5                 | Hermann Schulz           | Alemanha Oriental  |
| 6                 | Jean-Christophe Simond   | França             |
| 7                 | Mario Liebers            | Alemanha Oriental  |
| 8                 | Konstantin Kokora        | União Soviética    |
| 9                 | Jozef Sabovčík           | Tchecoslováquia    |
| 10                | Thomas Öberg             | Suécia             |
| 11                | Patrice Macrez           | França             |
| 12                | Helmut Kristofics-Binder | Áustria            |
| 13                | Gilles Beyer             | França             |
| 14                | Bruno del Maestro        | Itália             |
| 15                | Ludwik Jankowski         | Polônia            |
| 16                | Antti Kontiola           | Finlândia          |
| 17                | Eric Kol                 | Bélgica            |
| 18                | Miljan Begovic           | Iugoslávia         |
| 19                | István Simon             | Hungria            |
| 20                | Boiko Alexiev            | Bulgária           |
| WD                | Rudi Cerne               | Alemanha Ocidental |

### Individual feminino
| Pos.              | Nome                      | Nacionalidade      |
| ----------------- | ------------------------- | ------------------ |
| Medalha de ouro   | Anett Pötzsch             | Alemanha Oriental  |
| Medalha de prata  | Dagmar Lurz               | Alemanha Ocidental |
| Medalha de bronze | Susanna Driano            | Itália             |
| 4                 | Kristiina Wegelius        | Finlândia          |
| 5                 | Sanda Dubravčić           | Iugoslávia         |
| 6                 | Deborah Cottrill          | Reino Unido        |
| 7                 | Carola Weißenberg         | Alemanha Oriental  |
| 8                 | Danielle Rieder           | Suíça              |
| 9                 | Karin Riediger            | Alemanha Ocidental |
| 10                | Renata Baierova           | Tchecoslováquia    |
| 11                | Kira Ivanova              | União Soviética    |
| 12                | Karena Richardson         | Reino Unido        |
| 13                | Katarina Witt             | Alemanha Oriental  |
| 14                | Susan Broman              | Finlândia          |
| 15                | Editha Dotson             | Bélgica            |
| 16                | Myriam Oberwiler          | Suíça              |
| 17                | Anne-Sophie de Kristoffy  | França             |
| 18                | Astrid Jansen in de Wal   | Países Baixos      |
| 19                | Pia Snellman              | Finlândia          |
| 20                | Bodil Olsson              | Suécia             |
| 21                | Maristella Maderna        | Itália             |
| 22                | Nevenka Lisak             | Iugoslávia         |
| 23                | Hanne Gambord             | Dinamarca          |
| 24                | Gloria Mas                | Espanha            |
| WD                | Claudia Kristofics-Binder | Áustria            |
| WD                | Christina Riegel          | Alemanha Ocidental |
| WD                | Denise Biellmann          | Suíça              |

### Duplas
| Pos.              | Nome                                 | Nacionalidade      | Pontos | PC | PL |
| ----------------- | ------------------------------------ | ------------------ | ------ | -- | -- |
| Medalha de ouro   | Irina Rodnina / Alexander Zaitsev    | União Soviética    | 1.5    | 1  | 1  |
| Medalha de prata  | Marina Cherkasova / Sergei Shakhrai  | União Soviética    | 3.0    | 2  | 2  |
| Medalha de bronze | Marina Pestova / Stanislav Leonovich | União Soviética    | 5.0    | 4  | 3  |
| 4                 | Sabine Baeß / Tassilo Thierbach      | Alemanha Oriental  | 6.5    | 5  | 4  |
| 5                 | Manuela Mager / Uwe Bewersdorf       | Alemanha Oriental  | 6.5    | 3  | 5  |
| 6                 | Christina Riegel / Andreas Nischwitz | Alemanha Ocidental | 9.5    | 7  | 6  |
| 7                 | Kerstin Stolfig / Veit Kermpe        | Alemanha Oriental  | 10.0   | 6  | 7  |
| 8                 | Ingrid Spieglova / Alan Spiegel      | Alemanha Ocidental | 12.0   | 8  | 8  |
| 9                 | Gabrielle Beck / Jochen Stahl        | Alemanha Ocidental | 15.5   | 9  | 11 |
| 10                | Maria Jeżak / Lech Matuszewski       | Polônia            | 14.5   | 11 | 9  |
| 11                | Susan Garland / Robert Daw           | Reino Unido        | 15.0   | 10 | 10 |

### Dança no gelo
| Pos.              | Nome                                  | Nacionalidade      |
| ----------------- | ------------------------------------- | ------------------ |
| Medalha de ouro   | Natalia Linichuk / Gennadi Karponosov | União Soviética    |
| Medalha de prata  | Krisztina Regőczy / András Sallay     | Hungria            |
| Medalha de bronze | Irina Moiseeva / Andrei Minenkov      | União Soviética    |
| 4                 | Jayne Torvill / Christopher Dean      | Reino Unido        |
| 5                 | Liliana Rehakova / Stanislav Drastich | Tchecoslováquia    |
| 6                 | Natalia Bestemianova / Andrei Bukin   | União Soviética    |
| 7                 | Henriette Fröschl / Christian Steiner | Alemanha Ocidental |
| 8                 | Karen Barber / Nicholas Slater        | Reino Unido        |
| 9                 | Susi Handschmann / Peter Handschmann  | Suíça              |
| 10                | Anna Pisanska / Jiří Musil            | Tchecoslováquia    |
| 11                | Nathalie Herve / Pierre Bechu         | França             |
| 12                | Gabriella Remport / Sándor Nagy       | Hungria            |
| 13                | Elisabette Parisi / Roberto Pelizzola | Itália             |
| 14                | Birgit Goller / Peter Klisch          | Alemanha Ocidental |
| 15                | Regula Lattmann / Hanspeter Müller    | Suíça              |

## Quadro de medalhas
| Ordem | País               | Medalha de ouro | Medalha de prata | Medalha de bronze |    | Ordem por total |
| ----- | ------------------ | --------------- | ---------------- | ----------------- | -- | --------------- |
| 1     | União Soviética    | 2               | 1                | 3                 | 6  | 1               |
| 2     | Alemanha Oriental  | 1               | 1                |                   | 2  | 2               |
| 3     | Reino Unido        | 1               |                  |                   | 1  | 3               |
| 4     | Alemanha Ocidental |                 | 1                |                   | 1  | 3               |
| 4     | Hungria            |                 | 1                |                   | 1  | 3               |
| 6     | Itália             |                 |                  | 1                 | 1  | 3               |
| TOTAL | TOTAL              | 4               | 4                | 4                 | 12 | —               |